# Charles Burns
Charles Burns   (Washington DC, 27 de setembre de 1955) és un comicaire i il·lustrador nord-americà, cèlebre pels seus còmics de terror de meticulós estil. A Catalunya, la seva obra ha estat editada per Ediciones La Cúpula.

## Biografia
Degut a la professió d'oceanògraf del seu pare, la seva família va viure a Colorado, Maryland i Missouri abans d'assentar-se a Seattle quan el jove Burns cursava ja el cinquè grau.
Entre els seus primers treballs, destaquen les seves il·lustracions per fanzines i revistes com Sub Pop i Another Room Magazine, però el seu salt a la fama no arribaria fins a 1982, en què començaria a publicar la seva sèrie El Borbah, sobre un investigador privat, a la revista d'avantguarda RAW, fundada un parell d'anys abans per Françoise Mouly i Art Spiegelman.
Es va casar amb la pintora Susan Moore, amb la qual tindria dos fills: Ava i Rae-Rae.
Entre 1993 i 2004, Burns va realitzar els dotze lliuraments de la seva novel·la gràfica Black Hole, situada a la ciutat de Seattle als mitjans dels 70, on un grup d'adolescents, en la seva majoria de classe de mitja, contrauen durant l'estiu una misteriosa malaltia de transmissió sexual anomenada "l'insecte" o "la plaga adolescent", que els causa estranyes mutacions i deformitats físiques, passant a ser marginats socials.
Sis anys després, va publicar la seva següent obra d'envergadura: X'ed Out.
A l'octubre de 2012 va publicar la segona part de la trilogia The Hive. I a la tardor de 2014 va concloure la trilogia amb Sugar Skull. La sèrie es va recollir en un sol volum, Last Look, publicat el 2016 per Pantheon.

## Publicacions

### Còmics i Novel·les Gràfiques
- 1988 Hardboiled Defective Stories (Pantheon Books) ISBN 0394754417
- 1991 Curse of the Molemen (Kitchen Sink Press) ISBN 0878161341
- 1992 The Residents - Freak Show (Dark Horse Comics) ISBN 978-1569710012
- 1995 Black Hole 1 (Kitchen Sink Press) ISBN 978-0878163373
- 1995 Black Hole 2 (Kitchen Sink Press) ISBN 978-1606990308
- 1996 Black Hole 3 (Kitchen Sink Press)
- 1997 Black Hole 4 (Kitchen Sink Press)
- 1998 Black Hole 5 (Fantagraphics Books)
- 1998 Black Hole 6 (Fantagraphics Books) ISBN 978-1606990315
- 1999 El Borbah (Fantagraphics Books) ISBN 1560973269
- 2000 Big Baby (Fantagraphics Books) ISBN 1560973617
- 2000 Black Hole 7 (Fantagraphics Books) ISBN 978-1606990322
- 2000 Black Hole 8 (Fantagraphics Books) ISBN 978-1606990339
- 2001 Skin Deep: Tales of Doomed Romance (Fantagraphics Books) ISBN 1560973900
- 2001 Black Hole 9 (Fantagraphics Books) ISBN 978-1606990346
- 2002 Black Hole 10 (Fantagraphics Books) ISBN 978-1606990292
- 2003 Black Hole 11 (Fantagraphics Books)
- 2004 Black Hole 12 (Fantagraphics Books)
- 2005 Black Hole (Pantheon Books) ISBN 978-0375714726

- 2010 X'ed Out (Pantheon Books) ISBN 978-0307379139
- 2012 The Hive (Pantheon Books) ISBN 978-0307907882
- 2014  Sugar Skull (Pantheon Books) ISBN 978-0307907905
- 2016 Last Look (Pantheon Books) ISBN 978-0375715174
- 2019 Dédales (Cornélius, France) ISBN 978-2360811649

### Llibres Il·lustrats
- 1998 Facetasm, Green Candy Press (en col·laboració amb Gary Panter)
- 2007 One Eye (Pantheon Books) ISBN 978-1897299043
- Permagel, French A3
- Love Nest, Éditions Cornélius
- Vortex, Éditions Cornélius,
- Johnny 23,